# 岩根圀和
岩根 圀和（いわね くにかず、1945年6月27日 - ）は、日本のスペイン文学者、翻訳家。神奈川大学名誉教授。

## 略歴
兵庫県生まれ。1969年神戸市外国語大学イスパニア語科卒、1971年同大学院修士課程修了。神奈川大学外国語学部助教授、教授。2015年定年、名誉教授。

## 著書
- 『贋作ドン・キホーテ ラ・マンチャの男の偽者騒動』（中公新書） 1997
- 『物語スペインの歴史 海洋帝国の黄金時代』（中公新書） 2002
- 『物語スペインの歴史 人物篇 エル・シドからガウディまで』（中公新書） 2004
- 『スペイン無敵艦隊の悲劇 イングランド遠征の果てに』（彩流社） 2015
- 『ドン・キホーテのスペイン社会史 黄金時代の生活と文化』（彩流社） 2020

## 翻訳
- 『バロック演劇名作集』（カルデロンほか、佐竹謙一共訳、国書刊行会、スペイン中世・黄金世紀文学選集7） 1994
- 『贋作 ドン・キホーテ』上・下（アベリャネーダ、ちくま文庫） 1999
- 『「蝶の舌」 中級読み物 詳細な注釈付』（菊田和佳子共編著、朝日出版社） 2008
- 『ドン・キホーテ 新訳』前・後（セルバンテス、彩流社） 2012
- 『ラ・セレスティーナ カリストとメリベアの悲喜劇』（フェルナンド・デ・ロハス、アルファベータブックス） 2015
- 『アマディス・デ・ガウラ』上・下（ガルシ・ロドリゲス・デ・モンタルボ、彩流社） 2019
- 『エスプランディアンの武勲 続 アマディス・デ・ガウラ』（ガルシ・ロドリゲス・デ・モンタルボ、彩流社） 2020

### ミゲル・デリーベス
- 『赤い紙』（ミゲル・デリーベス、彩流社） 1994
- 『異端者』（ミゲル・デリーベス、彩流社） 2002
- 『マリオとの五時間』（ミゲル・デリーベス、彩流社） 2004
- 『糸杉の影は長い』（ミゲル・デリーベス、彩流社） 2010
- 『落ちた王子さま』（ミゲル・デリーベス、彩流社） 2011

## 論文
- ＜岩根圀和

## 学部リンク
- 岩根圀和 - researchmap
- 岩根圀和 - J-GLOBAL